# Claudete Joubert
Claudete Joubert, nome artístico de Creodete de Carvalho Moreira (Florínea, 11 de novembro de 1951 – São Paulo, maio de 2025), foi uma atriz, produtora e modelo brasileira, uma das musas da pornochanchada e do "cinema pancadaria".

## Biografia
Nos anos 1970, depois de se mudar para São Paulo, começou a trabalhar como modelo. Descoberta por Fauzi Mansur, estreou no sucesso Sinal Vermelho - As Fêmeas, contracenando com a ex-miss Brasil Vera Fischer.
Foi nessa época que conheceu o cineasta Tony Vieira, com quem se casaria e de cujos filmes seria a protagonista absoluta, começando com Gringo, o Último Matador. Assim a Enciclopédia do Cinema Brasileiro definiu sua personalidade no início da carreira:
| “ | [...] nesse período forja sua imagem de ninfeta ingênua e decidida, espécie de Eliana erótica. | ” |

No final da década de 70, separou-se de Tony Vieira e começou a trabalhar com outros diretores, tornando-se a grande estrela e garantindo bilheteria para filmes como Sob o Domínio do Sexo'’ e O Inseto do Amor, de Fauzi Mansur.
Foi dirigida também por Ozualdo Candeias em As Belas da Billings e por Affonso Brazza, seu futuro marido e antigo colaborador de Tony Vieira.

## Morte
Claudete Joubert morreu em maio de 2025, aos 73 anos, mas a morte só foi anunciada em 22 de junho de 2025. A atriz enfrentava complicações decorrentes de um câncer, que vinha tratando nos últimos anos. Segundo nota divulgada por familiares, Claudete estava internada em um hospital em São Paulo, onde não resistiu ao agravamento do quadro de saúde. A morte da artista foi noticiada por diversos veículos, que destacaram sua trajetória como uma das grandes musas da pornochanchada e do cinema nacional nas décadas de 1970 e 1980.

## Filmografia
- Tortura Selvagem - A Grade (2001)
- As Belas da Billings (1987)
- Gemidos e Sussurros (1987) .... Claudete (segmento "Gemidos e Sussurros")
- Sexo Erótico na Ilha do Gavião (1986)
- O Início do Sexo (1983)
- O Rei da Boca (1982)
- A Pistola Que Elas Gostam (1981)
- Meu Primeiro Amante (1980) .... Gabriela
- O Cangaceiro do Diabo (1980)
- O Fotógrafo (1980)
- O Inseto do Amor (1980)
- Os Indecentes (1980)
- Essas Deliciosas Mulheres (1979)
- Herança dos Devassos (1979)
- Os Depravados (1978)
- Os Violentadores (1978)
- As Amantes de um Canalha (1977)
- Torturadas pelo Sexo (1976)
- Traídas pelo Desejo (1976) .... Gina
- A Filha do Padre (1975)
- Os Pilantras da Noite (1975)
- O Exorcista de Mulheres (1974)
- Sadismo de um Matador (1974)
- Desejo Proibido (1973) .... Solange
- Obsessão Maldita (1973) .... Lúcia
- Sob o Domínio do Sexo (1973)
- Gringo, o Matador Erótico (1972)
- Sinal Vermelho - As Fêmeas (1972)